# يوم من الانتظار
يوم من الانتظار (بالإنجليزية: A Day's Wait)‏ قصة قصيرة من تأليف الكاتب الأمريكي إرنست همنغواي. نُشِرت القصة في عام 1933 مُضمَّنة في مجموعة همنغواي القصصية «الفائز لا يأخذ شيئاً». الموضوع الرئيسي للقصة هو تأثير سوء الفهم على عقليَّة الفرد.
القصة تتمحور حول الابن ذي التاسعة الذي يُصاب بالإنفلونزا، وبعد إصابته بالمرض يستدعي الأب طبيباً، ويوصيه الطبيب بثلاثة أنواع مختلفة من الأدوية، ويُخبر الأب أن درجة حرارته بلغت 102 فهرنهايت. يصاب الطفل بالخوف بعد سماعه عن حرارته، ويظلُّ هادئاً ومكتئباً، وفي النهاية يسأل والده متى سوف يموت؛ لأنَّه سمع من زملائه في فرنسا أنَّ الإنسان لا يمكنه العيش عندما تصل درجة حرارته إلى 44. وعندما يخبره والده بالفروق بين مقياس الفهرنهايت والسيلسيوس، يشعر الطفل بالراحة تدريجياً، وفي اليوم التالي «تراخى إلى أبعد الحدود حتى صار يبكي بسهولة لأتفه الأسباب».